# 威肃王后
威肅王后（위숙왕후，？—？）韓氏，是高丽王朝太祖王建的母亲。高麗建立後，王建追封母亲谥号惠思仁平威肅王后。

## 家族
- 夫：高麗世祖王隆
  - 子：高丽太祖